# Гуменне (округ)
Округ Гуменне (словац. okres Humenné) — округ (словац. okres) (район) Пряшівського краю в північно-східній частині Словаччини з адміністративним центром у місті Гуменне.

## Географія
На півночі межує з Меджилабірським округом, на північному сході з Польщею, на сході з Снинським округом, на півдні з Михалівським округом Кошицького краю, на заході з Врановським округом, на північному заході із Стропковським округом. Розташовані Лаборецька Верховина; Вигорлатські пагорби; Гуменські пагорби і Мерницькі пагорби.

## Населені пункти
На території Гуменського округу знаходиться 62 населених пунктів, в тому числі 1 місто: Гуменне та 1 військовий округ- Валашковці, села: Адідовце (Адидівці, Адидовце, Адидовце), Башковце, Бреков, Брестов, Чернина (Черніна), Дедачов (Дедачів), Ґрузовце (Грузовце), Ганковце, Гажин-над-Цірохоу (Гажин-над-Цирохою), Грабовець-над-Лабірцем (Грабовець-над-Лаборцом), Грубов, Гудцовце, Хлмець (Хлмец), Яблонь, Янковце, Ясенов, Камениця-над-Цірохоу (Камениця-над-Цирохою), Камєнка (Камьєнка), Карна, Кохановце, Кошаровце, Кошковце, Лацковце, Лєсковець (Льєсковець, Лєсковец), Любиша (Любіша), Лукачовце, Машківці, Модра-над-Цірохоу (Модра-над-Цирохою), Мислина (Мисліна), Нехваль-Полянка, Нижня Яблінка, Нижня Ситниця (Нижня Сітніця, Нижня Сітніца), Нижні Ладичковці (Ніжне Ладічковце), Оградзани, Пакостов (Пакостів), Папин, Порубка, Притуляни, Птичє (Птич'є, Птичьє), Рогожник (Рогожнік), Гуменський Рокитів (Рокитів коло Гуменного), Ровне, Руська Кайня, Руська Поруба, Словацька Волова (Словенска Волова), Словацьке Криве (Словенске Кріве), Сопковце (Сопківці), Топольовка, Турцовце (Турцівці), Удавське (Удавске), Вельополє (Вельопольє), Вітязовце (Витязовце, Витязівці), Вишня Яблінка, Вишня Ситниця (Вишня Сітніця, Вишня Сітніца), Вишні Ладичковці (Вишне Ладічковце), Вишній Грушов (Вишній Грушів, Вишни Грушов), Завада, Завадка, Збудське Длге (Збудське Довге, Збудске Длге), Зубне.

## Українсько-русинськагромада
Частина сільського населення цього округу, передусім із сіл Вишня Яблінка, Нижня Яблінка, Нехваль-Полянка, Зубне, Гуменський Рокитів, Машківці, Завада, Руська Поруба, Притуляни, Рогожник, Руська Кайня, а також нащадки переселенців із зниклого села Валашківці є україно-русинського походження, за віпосповідуванням греко-католики, або православні. Етнічно—мовний кордон Лемківщини до сих пір більш—менш стійкий, проходить двома лініями у північній частині округу. У північно—східному куті це лінія Зубне — Нехваль-Полянка — Нижня Яблінка — Рокитів із словацьким острівцем у Папині. Трохи південніше розташовані Машківці оточені словацьким або словакізованим середовищем. У північно—західному куті це лінія Руська Кайня — Руська Поруба — Притуляни — Рогожник.
Релігійний кордон трохи складніший, до вище наведених ліній біля села Руська Кайня прилягає Пакостов. У його частині Петрівці (словац. Petrovce), колись самостійному селі, у 1773—1902 з назвою Руські Петрівці (словац. Ruské Petrovce) є греко-католицька церква. В іншій частині села, власне Пакостові, є ще римо-католицький костел. У селі Адідовце один храм використовують римо-католицька й греко-католицька громади. В інших селах Сопківці та Дедачів є лише греко—католицькі церкви. Сопківці є оточені селами з римо-католицькими костелами, дедачівський кадастр прилягає через гору до машківського. Село Топольовка має крім римо-католицького костела також греко-католицьку церкву, її збудували переселенці з Польщі.
Деякі карти до Лемківщини зараховують і села Папин та Брестов, однак без дослідження міграційних рухів та даних переписів населення або метрик таке твердження є однобоким та передчасним. У минулому, хоч на перехідний час, також інші села могли мати змішаний склад за релігійною, національною, мовною ознаками, як наприклад Грубов[джерело?].

## Географія
Розташовані Кийовські пагорби.

## Населення
| Рік:            | 1994.  | 2004.   | 2014.   | 2024.   |
| --------------- | ------ | ------- | ------- | ------- |
| Кількість осіб: | 64 629 | 64 620  | 63 614  | 58 257  |
| Різниця:        |        | -0,01 % | -1,55 % | -8,42 % |

| Рік:            | 2023.  | 2024.   |
| --------------- | ------ | ------- |
| Кількість осіб: | 58 688 | 58 257  |
| Різниця:        |        | -0,73 % |

### Статистичні дані (2001)
Національний склад:
- Словаки 91,3 %
- Українці/Русини 5,0 %
- Роми 2,1 %
- Чехи 0,5 %

Конфесійний склад::
- Католики 70,5 %
- Греко-католики 17,5 %
- Православні 3,7 %
- Лютерани 0,6 %